# 任天成
任天成（？—？），字玉仲，晚號退庵，南直隶庐州府舒城縣人。明末政治人物。

## 生平
任天成兒時聽到父親和客人談論忠孝節義之事，一定尋根究底，問個明白，客人都讚賞他。崇祯六年（1635年）舉癸酉科鄉試，崇禎七年（1636年）联捷甲戌科進士，初授大理寺評事，十二年充顺天府乡试考官，選拔吳邦臣、馮瑾、朱之純等，皆成名士。十三年奉命恤刑兩浙，斷決如神，平反冤假錯案。途徑舒城，正趕上災荒之年，就在縣城四周各條大路上設棚施粥，救民數千。崇祯十五年（1642年）回到京城，升任江西道監察御史，他一到任，就查出宜興的前首輔周延儒有嚴重問題，馬上上疏彈劾；周很快被罷官。接著他又查出鳳陽總督馬士英坐擁重兵，只領軍餉，兵丁不出軍營半步。當時天下盜賊蜂起，到處需要肅靖，而馬士英毫不作為，任天成上疏彈劾懇請皇上嚴加懲處。但而此時正值李自成進攻北京，崇禎帝焦頭爛額，彈劾無果。
不久，任天成出為浙江巡按。北京城破，崇禎帝自縊殉國。馬士英以擁立福王有功，封東閣大學士兼都察院右都御史，仍督鳳陽等處軍務。馬士英得勢後，立即追查任天成，幸有多人說情，僅撤職閒居。
清初，合肥龚鼎孳得勢，顯赫一時。龔鼎孳和任天成是姻親，派人帶著親筆信邀其擔任要職。任天成思慮再三，決定保持晚節，不事二主，謝絕不出。隱居闕店橫山二十餘年，每天作詩飲酒，登山尋寺，淡泊寧靜，士君子仰望如泰山北斗，有詩傳世。卒年六十七，葬於梅心驛。

## 家族
曾祖任守身，鄉耆；祖任遵道，金山衛教授；父任民仰，庠生。